# بكي بوكهورن
بكي بوكهورن (بالإنجليزية: Bucky Bockhorn)‏ مواليد 8 يوليو 1933 في كامبل هيل، هو لاعب كرة سلة أمريكي سابق. بدأ مسيرته الاحترافية في سنة 1958. تم اختياره من قبل فريق سكرامنتو كينغز خلال الدرافت. يبلغ طوله 6 قدم 4 بوصة (1.9 م). لعب كرة السلة الجامعية في جامعة ديتون. اعتزل اللعب في 1965.

## روابط خارجية
- بكي بوكهورن على موقع إن بي أي (الإنجليزية)
- بكي بوكهورن على موقع سبورتس رفرنس (الإنجليزية)
- بكي بوكهورن على موقع كلية كرة السلة في سبورتس رفرنس.كوم (الإنجليزية)
- بكي بوكهورن على موقع ريلجم (الإنجليزية)